# Ferdrupt
Ferdrupt és un municipi francès, situat al departament dels Vosges i a la regió del Gran Est. L'any 2007 tenia 804 habitants.

## Demografia

### Població
El 2007 la població de fet de Ferdrupt era de 804 persones. Hi havia 350 famílies, de les quals 104 eren unipersonals (60 homes vivint sols i 44 dones vivint soles), 117 parelles sense fills, 105 parelles amb fills i 24 famílies monoparentals amb fills.
La població ha evolucionat segons el següent gràfic:
Habitants censats

### Habitatges
El 2007 hi havia 420 habitatges, 347 eren l'habitatge principal de la família, 54 eren segones residències i 20 estaven desocupats. 336 eren cases i 82 eren apartaments. Dels 347 habitatges principals, 257 estaven ocupats pels seus propietaris, 77 estaven llogats i ocupats pels llogaters i 13 estaven cedits a títol gratuït; 13 tenien dues cambres, 43 en tenien tres, 95 en tenien quatre i 196 en tenien cinc o més. 286 habitatges disposaven pel capbaix d'una plaça de pàrquing. A 169 habitatges hi havia un automòbil i a 123 n'hi havia dos o més.

### Piràmide de població
La piràmide de població per edats i sexe el 2009 era:
| Homes | Edats   | Dones |
| ----- | ------- | ----- |
| 0     | 95 o +  | 0     |
| 4     | 90 a 94 | 4     |
| 0     | 85 a 89 | 8     |
| 4     | 80 a 84 | 0     |
| 16    | 75 a 79 | 24    |
| 24    | 70 a 74 | 20    |
| 12    | 65 a 69 | 24    |
| 16    | 60 a 64 | 12    |
| 20    | 55 a 59 | 36    |
| 28    | 50 a 54 | 28    |
| 20    | 45 a 49 | 16    |
| 52    | 40 a 44 | 20    |
| 28    | 35 a 39 | 36    |
| 40    | 30 a 34 | 40    |
| 16    | 25 a 29 | 20    |
| 8     | 20 a 24 | 12    |
| 36    | 15 a 19 | 28    |
| 40    | 10 a 14 | 28    |
| 44    | 5 a 9   | 24    |
| 20    | 0 a 4   | 36    |

## Economia
El 2007 la població en edat de treballar era de 521 persones, 376 eren actives i 145 eren inactives. De les 376 persones actives 342 estaven ocupades (202 homes i 140 dones) i 34 estaven aturades (13 homes i 21 dones). De les 145 persones inactives 61 estaven jubilades, 42 estaven estudiant i 42 estaven classificades com a «altres inactius».

### Ingressos
El 2009 a Ferdrupt hi havia 337 unitats fiscals que integraven 801,5 persones, la mediana anual d'ingressos fiscals per persona era de 15.654 €.

### Activitats econòmiques
Dels 24 establiments que hi havia el 2007, 1 era d'una empresa alimentària, 8 d'empreses de fabricació d'altres productes industrials, 4 d'empreses de construcció, 2 d'empreses de comerç i reparació d'automòbils, 1 d'una empresa de transport, 2 d'empreses d'hostatgeria i restauració, 1 d'una empresa financera, 1 d'una empresa immobiliària, 2 d'empreses de serveis, 1 d'una entitat de l'administració pública i 1 d'una empresa classificada com a «altres activitats de serveis».
Dels 7 establiments de servei als particulars que hi havia el 2009, 1 era una oficina de correu, 2 fusteries, 1 lampisteria, 1 electricista i 2 restaurants.
Dels 2 establiments comercials que hi havia el 2009, 1 era una botiga de més de 120 m² i 1 una botiga de menys de 120 m².
L'any 2000 a Ferdrupt hi havia 18 explotacions agrícoles.

## Equipaments sanitaris i escolars
El 2009 hi havia una escola elemental integrada dins d'un grup escolar amb les comunes properes formant una escola dispersa.

## Poblacions properes
El següent diagrama mostra les poblacions més properes.